# Queant Communal Cemetery British Extension
Queant Communal Cemetery British Extension is een Britse militaire begraafplaats met gesneuvelden uit de Eerste Wereldoorlog en gelegen in het Franse dorp Quéant (Pas-de-Calais). De begraafplaats werd ontworpen door Edwin Lutyens en ligt aan de Rue de Riencourt naast de gemeentelijke begraafplaats op 560 m ten noordwesten van het dorpscentrum (Église Saint-Leger). Ze heeft een nagenoeg rechthoekig grondplan met een oppervlakte van 1.011 m² en wordt omsloten door een muur in gekloven keien. Het terrein ligt hoger dan het straatniveau en een negental opgaande treden leiden naar de open toegang die wordt gemarkeerd door vijf paaltjes. Onmiddellijk hierna staat het Cross of Sacrifice. De begraafplaats wordt onderhouden door de Commonwealth War Graves Commission.
Er worden 276 doden (waaronder 6 niet geïdentificeerde) herdacht.

## Geschiedenis
Quéant lag dicht bij de Hindenburglinie in Duits bezet gebied, aan het zuidelijke einde van een kleinere Britse verdedigingslinie, de Drocourt-Queant frontlinie genoemd. Het dorp werd pas op 2 september 1918 door Britse troepen veroverd.
Aan de noordelijke kant van de gemeentelijke begraafplaats lag een Duitse begraafplaats met ongeveer 600 graven die later verplaatst werden. Na de verovering van het dorp werd door Britse gevechtseenheden een Brits deel aan de begraafplaats toegevoegd.
Er liggen nu 160 Britten (waaronder 6 niet geïdentificeerde), 112 Canadezen en 3 Nieuw-Zeelanders en 1 Chinees (tewerkgesteld bij het Chinese Labour Corps) begraven.

## Onderscheiden militairen
- Samuel Lewis Honey, luitenant bij de Canadian Infantry werd onderscheiden met het Victoria Cross (VC), de Distinguished Conduct Medal (DCM) en de Military Medal (MM).
- Louis James Lipsett, generaal-majoor bij de General Staff werd vereerd met de The most Honourable Order of the Bath (CB) en de The Most Distinguished Order of Saint Michael and Saint George (CMG).
- Harry Burton Emerton, majoor bij de Royal Field Artillery; A. Reid, kapitein bij de Gordon Highlanders en E.C. Comley, luitenant bij de Royal Munster Fusiliers werden onderscheiden met het Military Cross (MC). Luitenant T.J. Moulds van de Canadian Infantry ontving tweemaal deze onderscheiding (MC and Bar).
- Edward Stephen Gibbons, luitenant-kolonel bij het Middlesex Regiment werd onderscheiden met de Distinguished Service Order (DSO).
- de soldaten T. Lechow en W. Faithful, allebei van de Canadian Infantry werden onderscheiden met de Distinguished Conduct Medal (DCM).
- sergeant Reginald John Hancock van de New Zealand Field Artillery en soldaat J.J. Nicholls van het Canadian Army Medical Corps werden onderscheiden met de Meritorious Service Medal (MSM).
- de sergeanten Eric Mackay Sullivan en C. Scargill; de korporaals H.A.M. Bilston en Olly Walpole; kanonnier F. Gold en de soldaten C. Stewart, Raymond P. Lawton en Angus Charles McCallum werden onderscheiden met de Military Medal (MM).